# Andrea Cesalpino

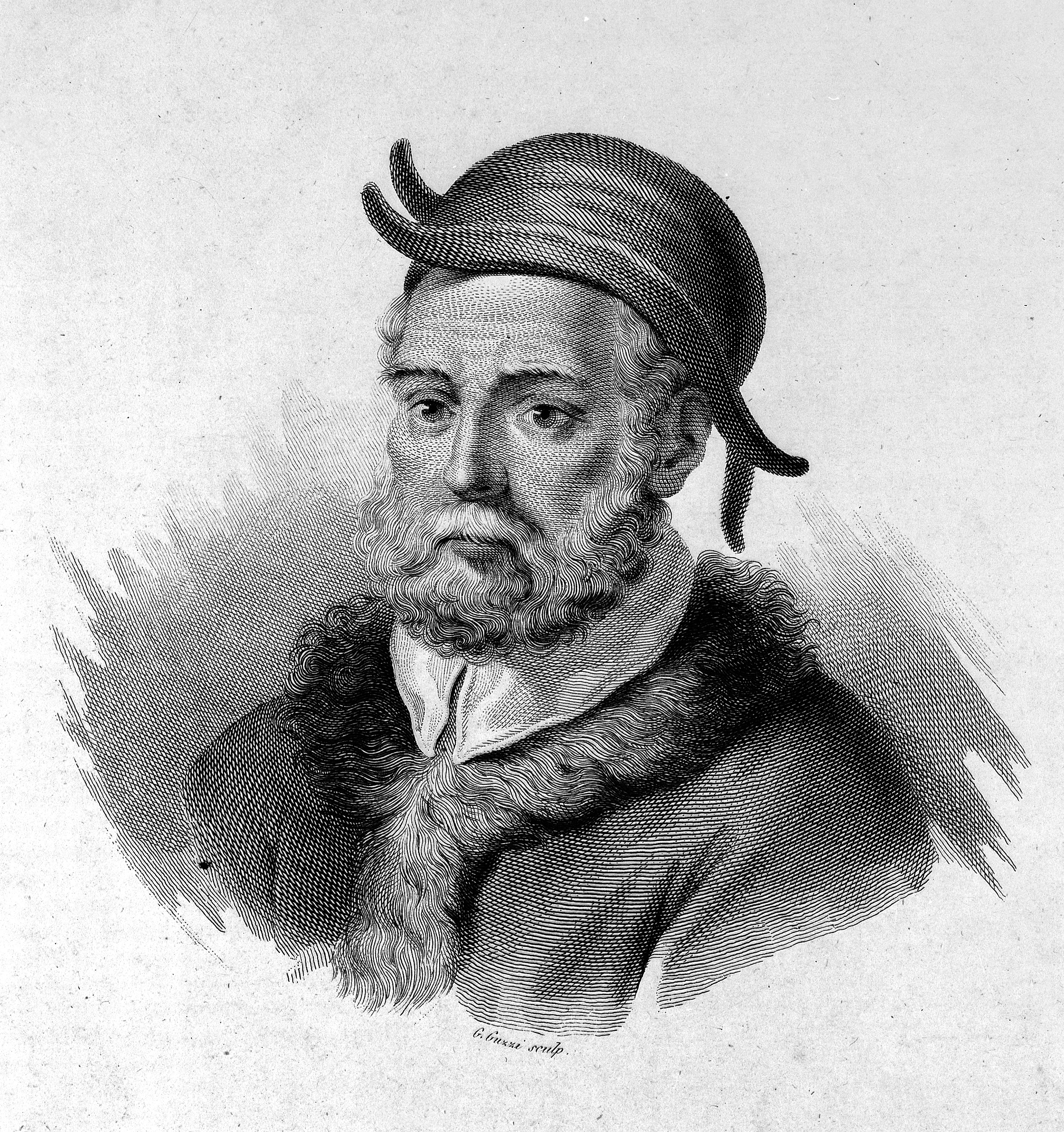
Andrea Cesalpino

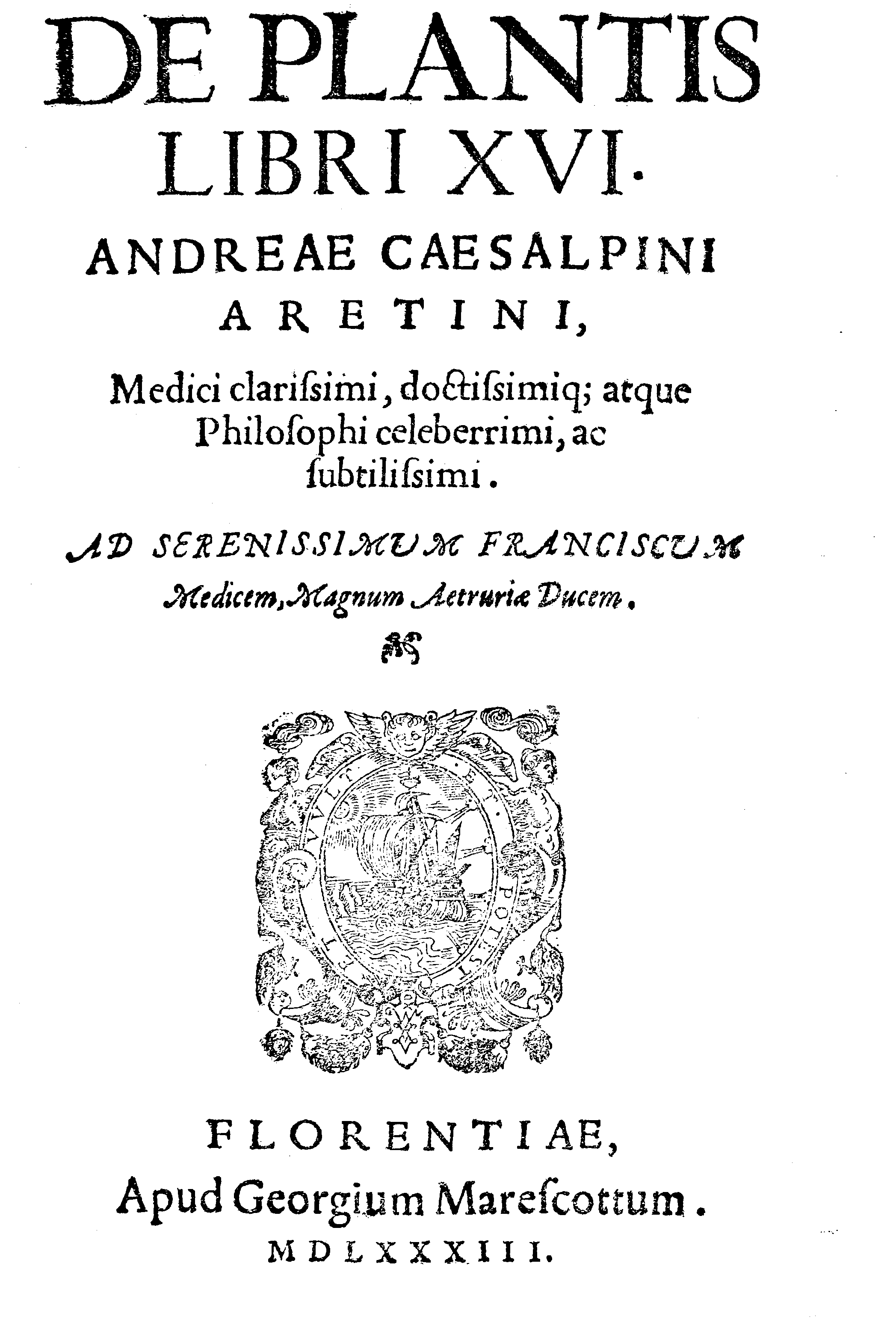
Titelseite von De plantis libri XVI

Andrea Cesalpino (auch Andreas Caesalpin) (* 1524 oder 1525 in Arezzo in der Toskana; † 23. Februar 1603 in Rom; latinisiert Caesalpinus) war ein italienischer Arzt, Philosoph, Botaniker und Physiologe. Sein offizielles botanisches Autorenkürzel lautet „Cesalpino“.

## Leben und Wirken
Ältere Quellen, beispielsweise die Catholic Encyclopedia, geben als Cesalpinos Geburtsdatum den 6. Juni 1519 an. Ugo Viviani (1871–1944), der unter anderem die Taufregister von Arezzo konsultierte, datierte seine Geburt auf die Jahre 1524/1525. Moderne Biografien, beispielsweise der Eintrag im Dizionario Biografico degli Italiani, folgen dieser Sichtweise.
An der Universität Pisa studierte Cesalpino Anatomie bei Realdo Colombo, Medizin bei Guido Guidi, Botanik bei Luca Ghini und Philosophie Simone Porzio. Dort erwarb er 1551 den Doktorgrad. 1555 wurde er Professor für Medizin. Er lehrte Heilkräuterkunde und war von 1555 bis 1592 Direktor des Botanischen Gartens der Universität in Pisa. Später war er ab 1592 Leibarzt von Papst Clemens VIII. und Professor an der Universität La Sapienza in Rom, wo er bis zu seinem Tode wirkte.

### Quaestionum peripateticarum
Seine wichtigste philosophische Arbeit war Quaestionum peripateticarum libri V (Florenz 1569). Cesalpino zeigt sich hier als ein eigenständiger Aristoteliker. Ebenfalls sind Einflüsse des Averroes erkennbar. Der protestantische Aristoteles-Kritiker Nicolaus Taurellus wandte sich in mehreren Schriften gegen Cesalpino, etwa in dem Werk Alpes caesae (Frankfurt, 1597). Rund 70 Jahre später wurden die Positionen Cesalpinos wiederum kritisiert, als der anglikanische Geistliche Samuel Parker sein Buch Disputationes de Deo et providentia divina (London 1678) herausbrachte.

### De plantis
Grundlage für seine naturwissenschaftlichen Untersuchungen war die Philosophie. Folglich ging er in seinen botanischen Forschungen über die Einzelbeschreibung der Pflanzen hinaus und suchte das Allgemeine aus dem Einzelnen, das Wichtige aus dem sinnlich Gegebenen herauszufinden. Er erstrebte eine Einteilung der Pflanzen aufgrund natürlicher Gegebenheiten und gelangte durch aristotelisch-philosophische Deduktionen zum Schluss, dass sich nur die Fruktifikationsorgane für den Aufbau eines natürlichsten Systems eignen. Damit gelangte er zu höchst unnatürlichen Gruppen. Aber er war der erste Wissenschaftler, der ein in sich geordnetes System der Pflanzen aufstellte.

### Quaestionum medicarum
Cesalpino trat in philosophischen und medizinischen Schriften für aristotelische Prinzipien und Methoden ein und suchte den Einfluss von Galen zurückzudrängen. Dabei beeinflusste er den italienischen Philosophen Lucilio Vanini. Seine wichtigsten Studien im medizinischen Bereich befassten sich vor allem mit dem Blutkreislauf und der Physiologie der Blutbewegung. Durch seine Studien erkannte er, dass das Herz das Zentrum des Blutkreislaufes ist. Er beschrieb unter anderem die Anatomie des Herzens und 1583 den kleinen Blutkreislauf (in Quaestionum medicarum libri II 1598, 1604).

## Ehrungen
Charles Plumier benannte ihm zu Ehren die Gattung Caesalpinia der Pflanzenfamilie Caesalpiniaceae. Carl von Linné übernahm später diesen Namen.

## Schriften (Auswahl)
- Quaestionum Peripateticarum Libri V. Venedig 1571.
- Daemonum investigatio peripatetica in qua explicatur locus Hippocratis in Progn. Si quid divinum in morbis habetur. Florenz 1580.
- De plantis libri XVI. Giorgio Marescotti, Florenz (Digitalisat).
- Quaestionum medicarum libri II. Venedig 1593 (Digitalisat).
- De metallicis libri III. Rom 1596.
- Artis Medicae. Rom 1601.
- Appendix ad libros de plantis et quaestiones peripateticas. Aloisius Zanetti, Rom 1603 (Digitalisat).
- Praxis universae artis medicae. Tarviso 1606.